# 九龍湾駅
九龍湾駅（きゅうりゅうわんえき）は香港九龍観塘区に位置するMTR観塘線の駅である。

## 駅構造
- 島式ホーム1面2線の高架駅。

| U2 ホーム     | ❶番線                          | →■観塘線 調景嶺方面→                                                 |
| U2 ホーム     | 島式ホーム、右側のドアが開く。 |                                                                      |
| U2 ホーム     | ❷番線                          | ←■観塘線 黄埔方面                                                    |
|               | 徳福広場                       | C出口                                                                |
| U1 コンコース | コンコース                     | A,B出口、案内所、駅商店、恒生銀行、自動販売機、 ATM、「e分鐘著數」機 |
| G 地面        | -                              | 観塘道、九龍湾車両基地                                               |

### 駅構内施設
- Delifrance
- Mrs Fields
- 美心西餅
- セブンイレブン
- 恒生銀行
- 恒生銀行ATM
- 中国銀行ATM
- 「iCentre」免費上網服務

## 駅周辺
当駅は觀塘道に沿って位置する。
- 港鉄総部大楼
- 徳福広場
- 徳福花園
- 恒生中心
- 港鉄九龍湾車廠
- 九龍湾貿区
- MegaBox
- 香港国際展貿中心
- 企業広場
- 牛頭角下邨
- 淘大花園
- 淘大商場
- 彩盈邨
- 香港城市大学
- 機電工程署総部大楼
- 香港輔警総部
- 九龍湾室内運動場
- 啓業邨
- 九龍湾公園
- 臨興街
- 牛頭角下邨
- 医療中心
- 宏天広場
- DON DON DONKI Amoy Plaza店（2022年1月20日オープン[1]）

## 歴史
- 1979年10月1日 - 開業。
- 2010年7月 - ホームドア設置予定。

## 画像

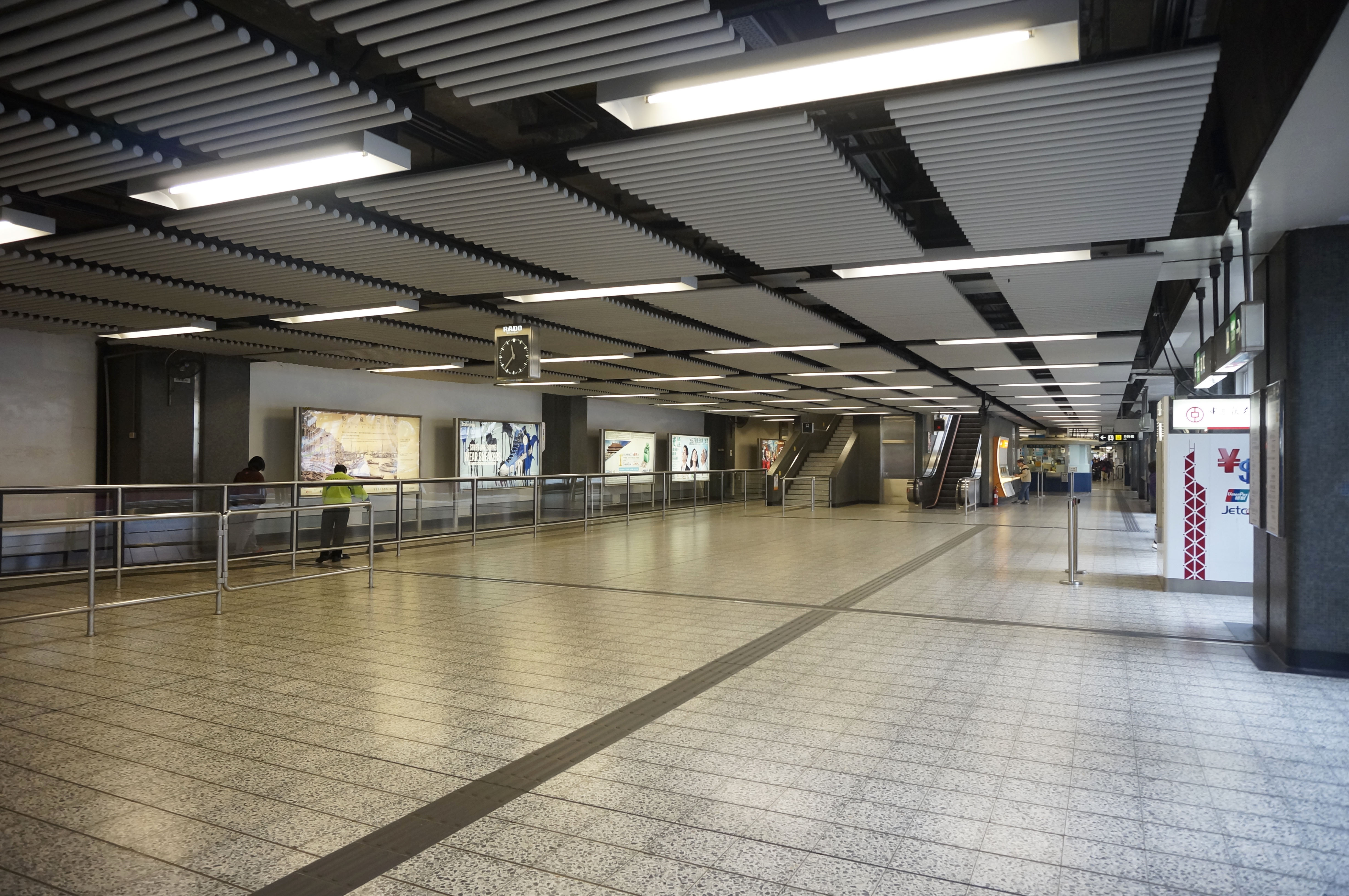
コンコース
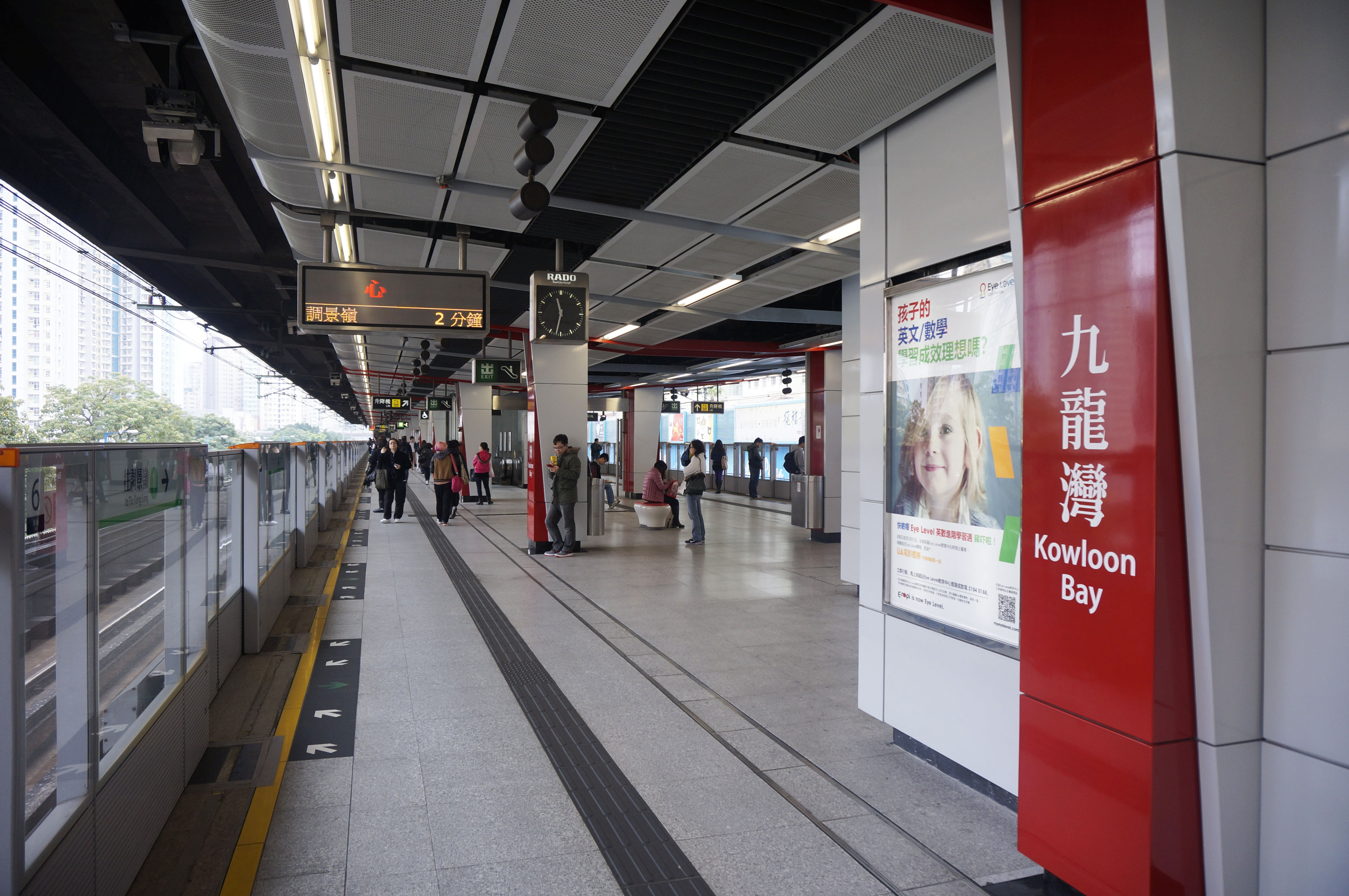
プラットホーム
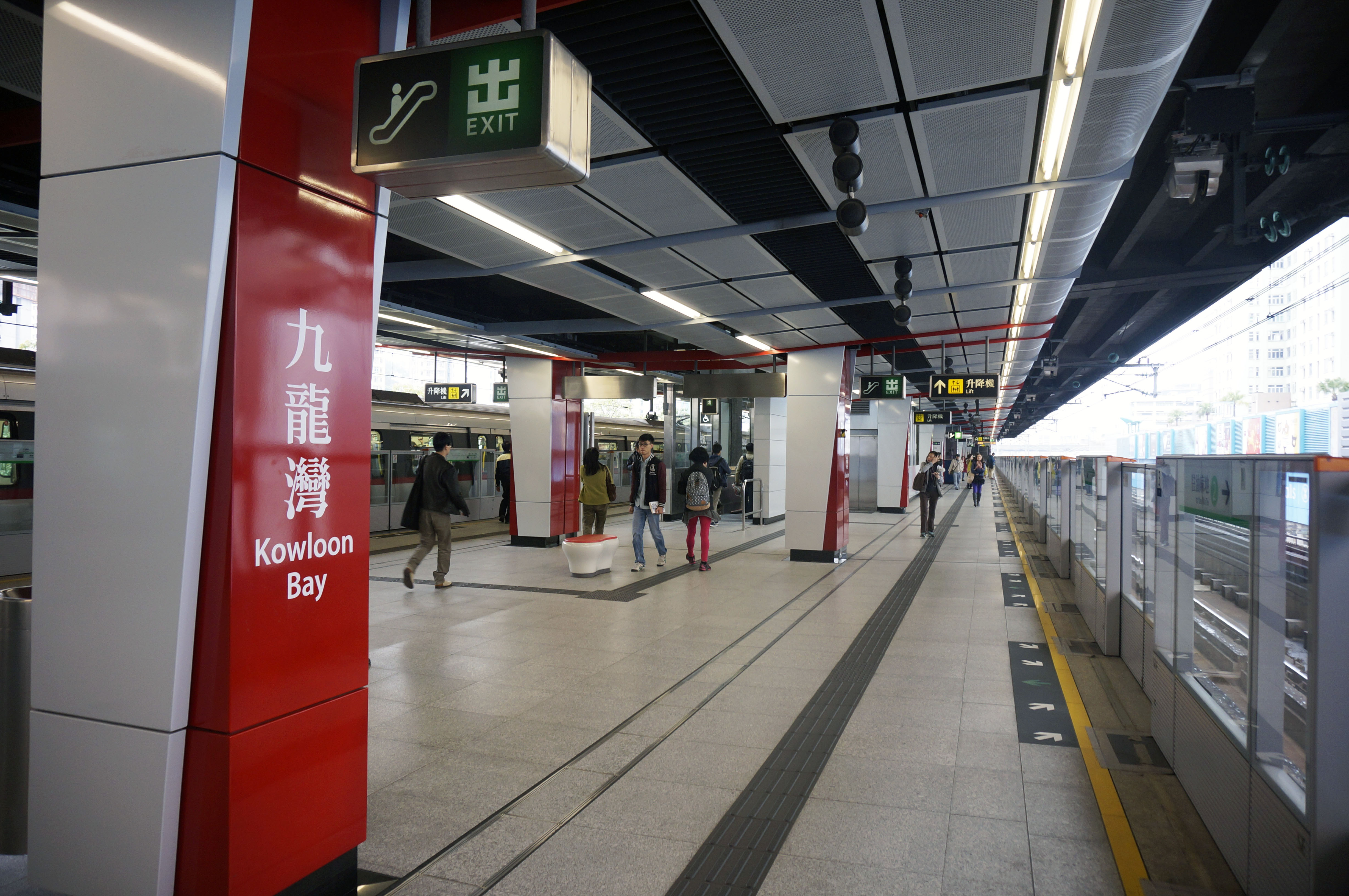
プラットホーム
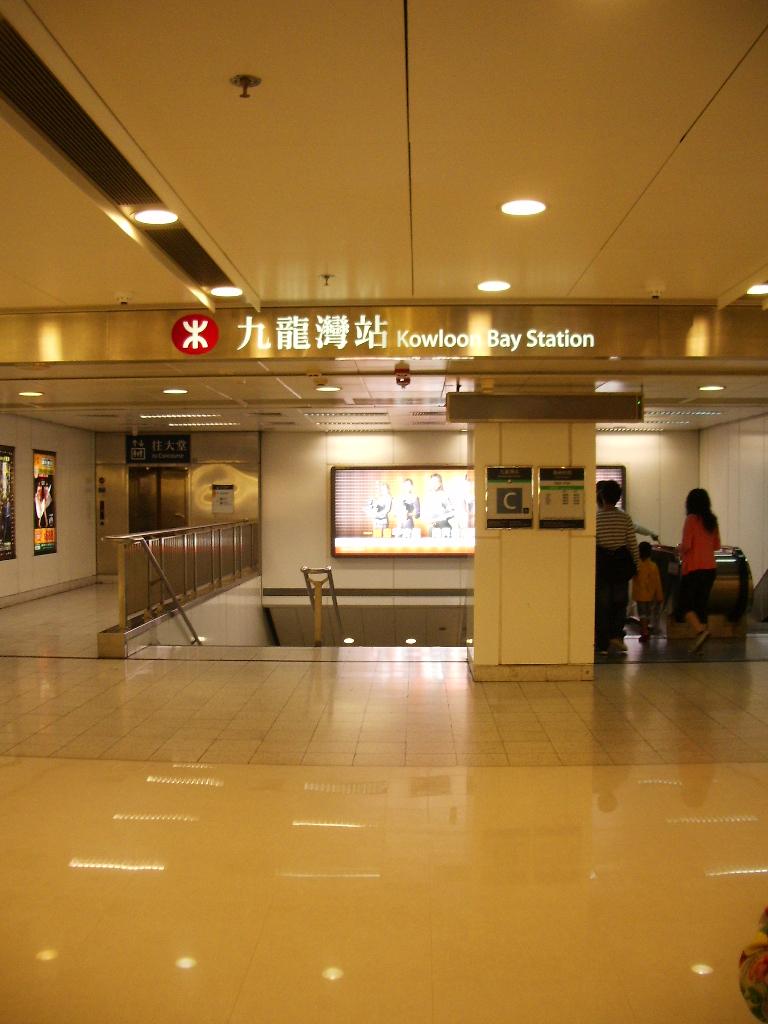
C出口

## 隣の駅
香港MTR
■観塘線
彩虹駅 - 九龍湾駅 - 牛頭角駅